# Прицеп-контейнеровоз
Прицеп-контейнеровоз — тип прицепа или полуприцепа для перевозки морских контейнеров по автомобильным дорогам. Включает в себя шасси прицепа или полуприцепа и фитинговую площадку для установки контейнера. Рассчитан на перевозку как двух 20-футовых, так и одного 40- или 45-футового контейнера. 45-футовый контейнер легко узнать на дороге, так как он, как правило, выступает за габарит прицепа назад.
На территории России, Казахстана и Белоруссии разрешённая длина автомобиля с прицепом составляет 20 м.

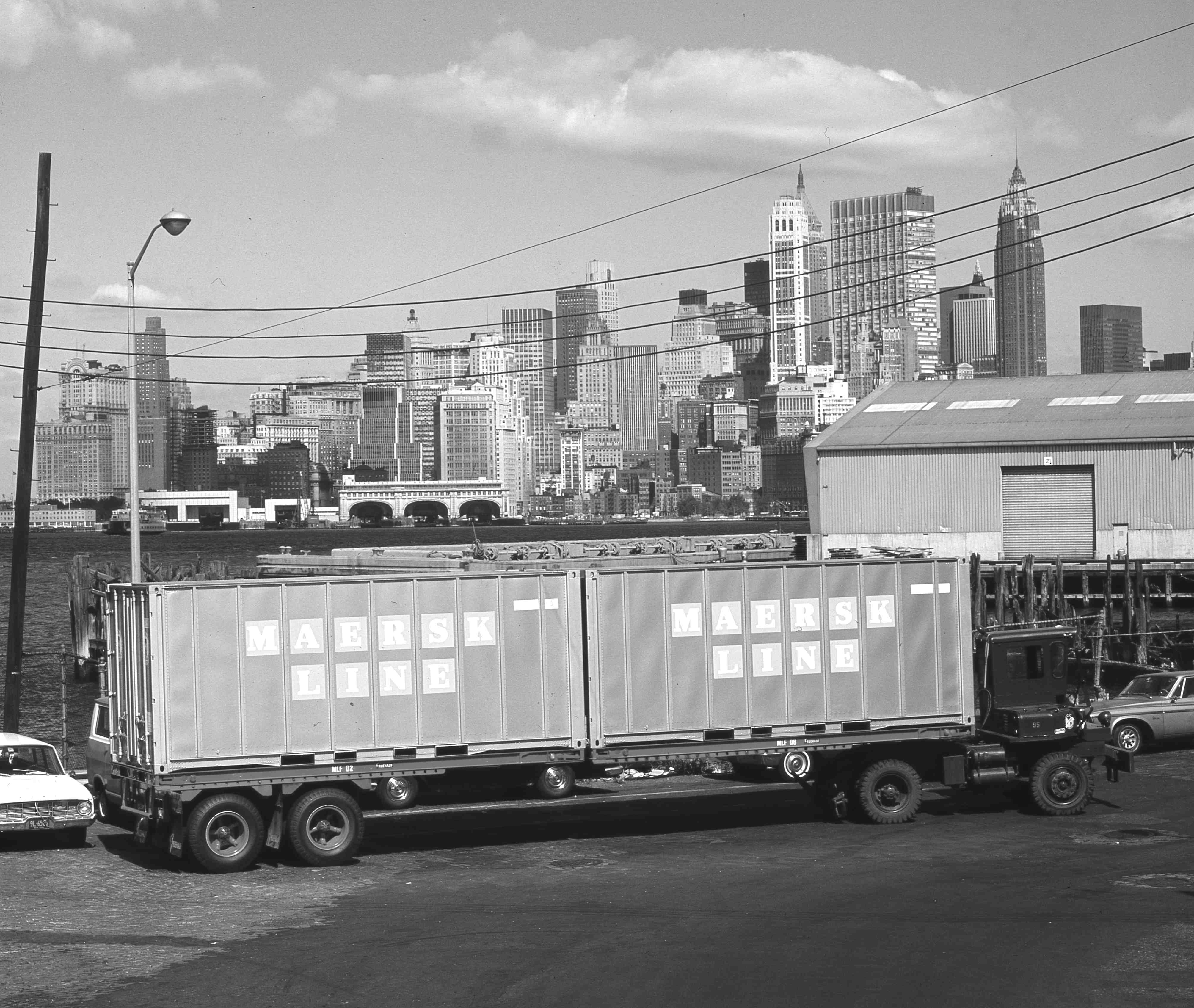
Полуприцеп с двумя контейнерами
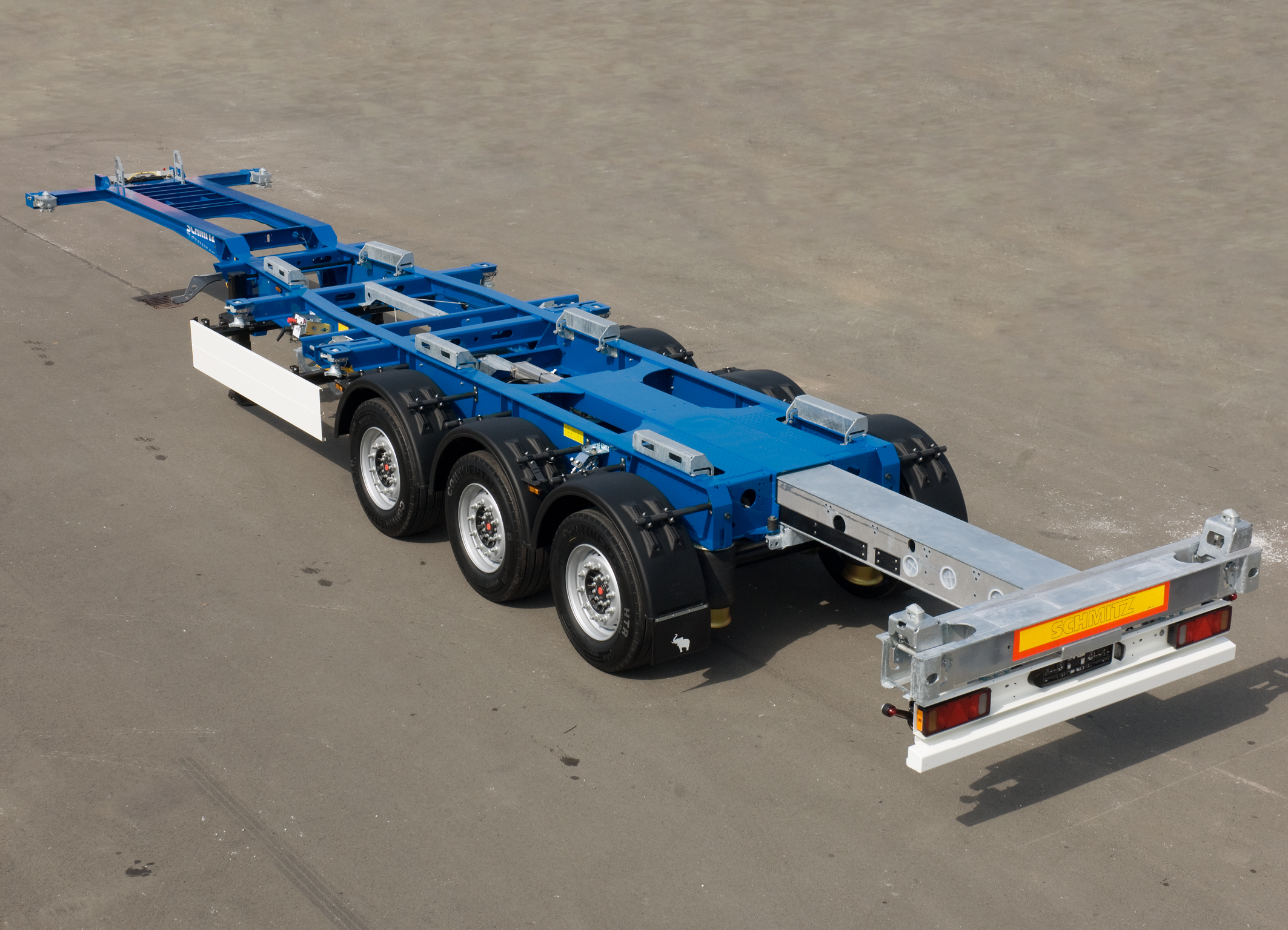
Контейнеровоз без груза

## Особенности прицепов данного типа и работа с ними
1. Фиксация контейнера осуществляется вручную, водитель лично проверяет закреплённость своего контейнера.
2. Даже в случае опрокидывания прицепа при правильном закреплении нижняя часть контейнера остается закреплённой на раме.
3. Прицеп такого типа обладает наименьшей массой из всех схожих по типоразмерности, так как по сути не имеет кузовной надстройки.
4. Среди прицепов этого типа есть полуприцепы с раздвижной рамой, способной при отсутствии контейнера или при его частичной нагрузке уменьшать свою длину.

Недостатком этого является отсутствие подрамного ящика.

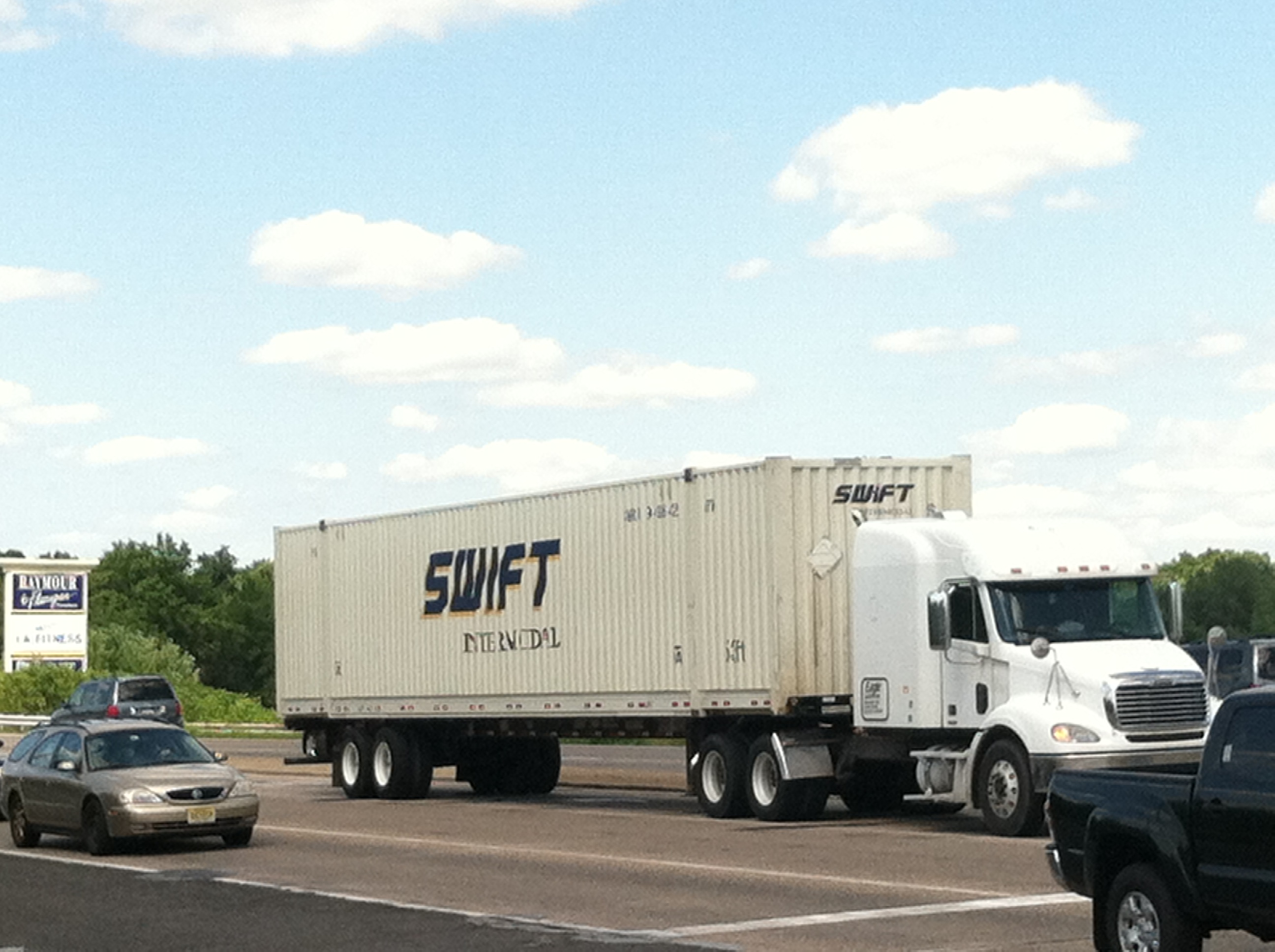
Автомобиль Freightliner тянет контейнеровоз
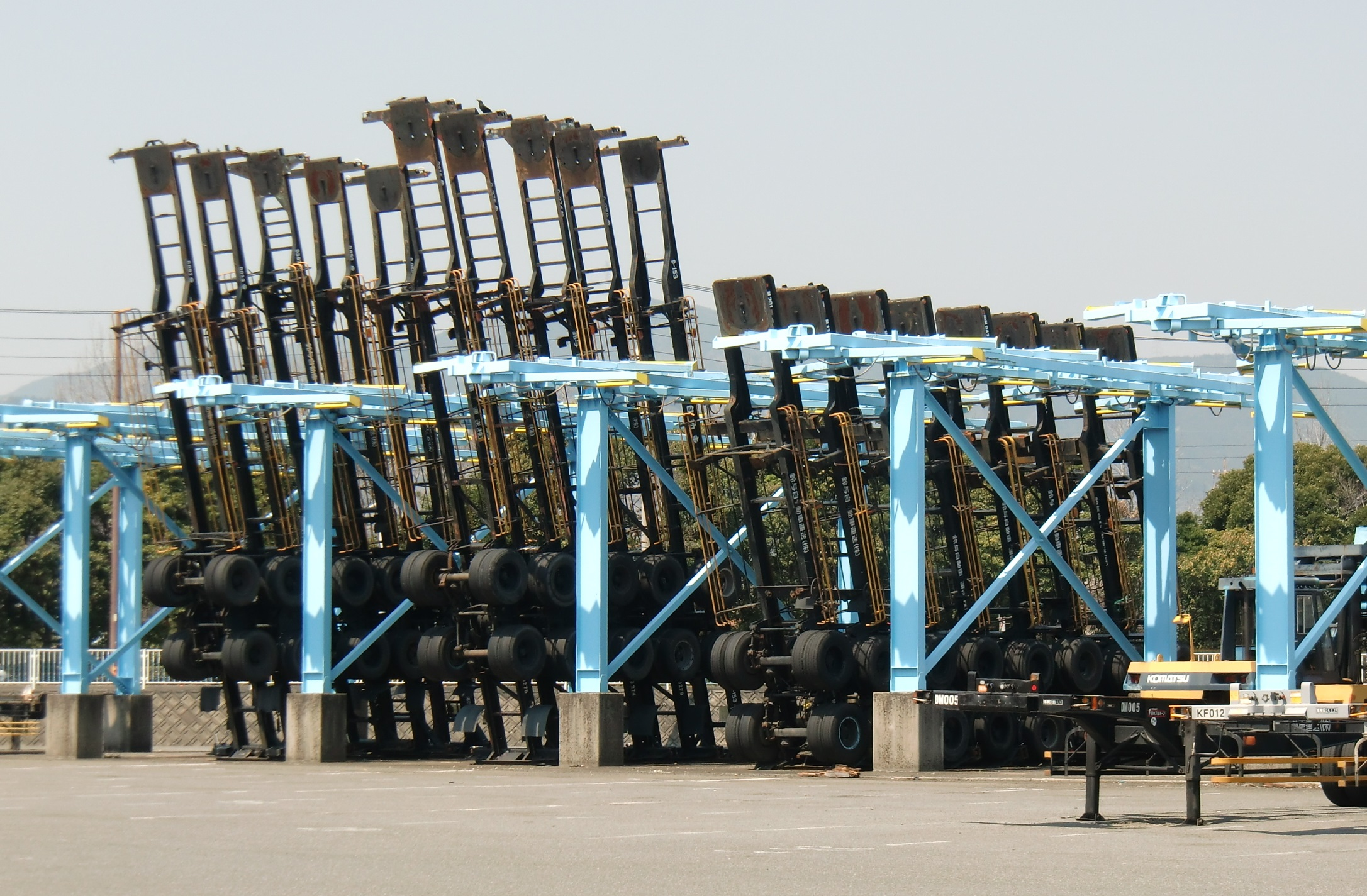
Хранение прицепов-контейнеровозов на контейнерном терминале

## Раздвижной контейнеровоз
Некоторые контейнеровозы для удобства езды без контейнера делаются раздвижными, тем самым уменьшая свою длину почти вдвое с 12 до 7 м.
Вытяжка и сложение происходит при помощи электрических, гидравлических и пневматических механизмов. Такая система встречается примерно у 5 % всех подобных прицепов.
Недостатком такой системы является высокая себестоимость, повышение веса и неспособность к работе прицепа в случае отказа системы вытяжки в сложенном положении.

## Производство в разных странах
В России прицепов подобного типа производится несколько тысяч в год. Это совсем немного, ибо германская компания Schmitz Cargobull за это же время создала более 20 тысяч таких прицепов. В Китае, США и Индии есть немало фирм, создающих прицепы подобного типа, но это не является их основной статьей доходов. Средняя стоимость прицепа-контейнеровоза составляет около миллиона рублей или 15 тысяч евро. Для сравнения: себестоимость рефрижератора в несколько раз выше. В итоге даже самые развитые страны не производят более нескольких десятков тысяч единиц подобных прицепов, так как в большем количестве они не востребованы.